# Индиана (округ)
Индиана (англ. Indiana County) — округ в штате Пенсильвания, США. Официально образован 30 марта 1803 года. По состоянию на 2010 год, численность населения составляла 88 880 человек.

## География
По данным Бюро переписи США, общая площадь округа равняется 2160,062 км2, из которых 2147,112 км2 суша и 12,950 км2 или 0,600 % это водоемы.

## Население
По данным переписи населения 2000 года в округе проживает 89 605 жителей в составе 34 123 домашних хозяйств и 22 521 семей. Плотность населения составляет 42,00 человека на км2. На территории округа насчитывается 37 250 жилых строений, при плотности застройки около 17,00-ти строений на км2. Расовый состав населения: белые — 96,87 %, афроамериканцы — 1,57 %, коренные американцы (индейцы) — 0,08 %, азиаты — 0,74 %, гавайцы — 0,01 %, представители других рас — 0,16 %, представители двух или более рас — 0,58 %. Испаноязычные составляли 0,51 % населения независимо от расы.
В составе 27,90 % из общего числа домашних хозяйств проживают дети в возрасте до 18 лет, 54,30 % домашних хозяйств представляют собой супружеские пары проживающие вместе, 8,20 % домашних хозяйств представляют собой одиноких женщин без супруга, 34,00 % домашних хозяйств не имеют отношения к семьям, 26,50 % домашних хозяйств состоят из одного человека, 11,80 % домашних хозяйств состоят из престарелых (65 лет и старше), проживающих в одиночестве. Средний размер домашнего хозяйства составляет 2,47 человека, и средний размер семьи 2,99 человека.
Возрастной состав округа: 21,10 % моложе 18 лет, 16,60 % от 18 до 24, 24,80 % от 25 до 44, 22,70 % от 45 до 64 и 22,70 % от 65 и старше. Средний возраст жителя округа 36 лет. На каждые 100 женщин приходится 94,00 мужчин. На каждые 100 женщин старше 18 лет приходится 90,60 мужчин.
Средний доход на домохозяйство в округе составлял 0 USD, на семью — 0 USD. Среднестатистический заработок мужчины был 0 USD против 0 USD для женщины. Доход на душу населения составлял 0 USD. Около 0,00 % семей и 0,00 % общего населения находились ниже черты бедности, в том числе — 0,00 % молодежи (тех, кому ещё не исполнилось 18 лет) и 0,00 % тех, кому было уже больше 65 лет.